# Hòa Dụ Hoàng quý phi
Hòa Dụ Hoàng quý phi (chữ Hán: 和裕皇贵妃; 9 tháng 1, năm 1761 - 27 tháng 4, năm 1834), Lưu Giai thị, xuất thân Bao y, là một phi tần của Thanh Nhân Tông Gia Khánh Đế.

## Thân thế
Hòa Dụ Hoàng quý phi mang họ [Lưu Giai thị; 刘佳氏], sinh năm Càn Long thứ 26 (1761), xuất thân Bao y, bà là con gái của Bái đường a Lưu Phúc Minh (刘福明). Những năm Càn Long, do là thân phận Bao y nữ tử, bà nhập Tiềm để của Thập ngũ a ca Vĩnh Diễm và trở thành Cách cách - danh vị dành cho các thị thiếp hàng thấp của các Hoàng tử, Vương công thời Thanh. Trong số những phi thiếp hầu hạ Gia Khánh Đế, bà là người có tư lịch lâu nhất.
Năm Càn Long thứ 44 (1779), ngày 29 tháng 12, Lưu Giai thị sinh hạ trưởng tử của Vĩnh Diễm, nhưng chưa kịp đặt tên thì sang năm sau (1780), ngày 6 tháng 3 người con trai ấy chết yểu. Năm Càn Long thứ 46 (1781), ngày 17 tháng 12, bà sinh hạ Hòa Thạc Trang Kính Công chúa, con gái thứ ba của Vĩnh Diễm.

## Đại Thanh tần phi
Năm Gia Khánh nguyên niên (1796), Gia Khánh Đế đăng cơ. Ngày 4 tháng 1 (âm lịch) cùng năm, lấy Lễ bộ Thượng thư Kỷ Vân (纪昀) làm Chính sứ, Nội các Học sĩ Trát Lang A (扎郎阿) làm Phó sứ, tuyên sách Lưu Giai thị làm Hàm phi (諴妃). Phong hiệu “Hàm “ này Mãn văn là 「Yargiyangga」, ý là “Chân thật”, “Xác thật”, nghĩa rộng ý là “Chân thành”. Thông thường Cách cách từ Tiềm để của Hoàng đế được sơ phong cao nhất đến bậc Tần, nhưng Lưu Giai thị có tư lịch hầu hạ Gia Khánh Đế lâu nhất, lại sinh được Hoàng trưởng tử nên có lẽ được đặc cách sách phong làm Phi, trở thành Cách cách Tiềm để thứ hai của nhà Thanh được sơ phong Phi vị, sau Hiếu Thánh Hiến Hoàng hậu.
Năm Gia Khánh thứ 13 (1808), ngày 21 tháng 4, được nâng làm Hàm Quý phi (諴贵妃). Ngày 11 tháng 11 năm đó, lấy Đại học sĩ Khánh Quế (庆桂) làm Chính sứ, Nội các Học sĩ Ha Ninh A (哈宁阿) làm Phó sứ, hành Quý phi sách phong lễ. Có thể thấy, sinh thời bà khá được lòng Gia Khánh Đế, trở thành Quý phi duy nhất được sách phong sau Hiếu Hoà Duệ Hoàng hậu.
Năm Gia Khánh thứ 25 (1820), Gia Khánh Đế băng hà, Đạo Quang Đế thừa di chiếu lên ngôi. Ngày 23 tháng 8 (âm lịch) cùng năm, Hoàng đế tôn bà làm Hoàng khảo Hàm Hi Hoàng quý phi (皇考諴禧皇贵妃), bên cạnh đó Đạo Quang Đế còn truy tặng con trai chết yểu của bà làm Mục Quận vương (穆郡王). Ngày 15 tháng 12 (âm lịch) năm ấy, lấy Lễ bộ Tả Thị lang Thiện Khánh (善庆) làm Chính sứ, Nội các Học sĩ Kỳ Anh (耆英) làm Phó sứ, hành Hoàng khảo Hoàng quý phi sách phong lễ.
Sách văn:
| “                                          | 推恩自近。芳徽聿著于彤闱。尚齿为先。顺德允昭于紫籞。式稽彝典。用贲崇封。皇考諴贵妃刘佳氏。懿质柔嘉。婉心迪哲。既承乾而矢恪。益体巽以含章。襄壸教者有年。辛勤柘馆。奉宸光于早岁。申锡椒涂。爰循显号之文。用集受绥之庆。书策志諴和之美。钦令望以弥彰。乐歌隆禧福之膺。介嘉祥于勿替。谨以册宝尊为皇考諴禧皇贵妃。于戏。翚衣表度。光昭玉篆之书。鹤发垂型。彩焕金函之字。谨言。 . Thôi ân tự cận. Phương huy duật trứ vu đồng vi. Thượng xỉ vi tiên. Thuận đức duẫn chiêu vu tử 籞. Thức kê di điển. Dụng bí sùng phong. Hoàng khảo Hàm Quý phi Lưu Giai thị. Ý chất nhu gia. Uyển tâm địch triết. Kí thừa càn nhi thỉ khác. Ích thể tốn dĩ hàm chương. Tương khổn giáo giả hữu niên. Tân cần chá quán. Phụng thần quang vu tảo tuế. Thân tích tiêu đồ. Viên tuần hiển hào chi văn. Dụng tập thụ tuy chi khánh. Thư sách chí 諴 hòa chi mỹ. Khâm lệnh vọng dĩ di chương. Nhạc ca long hi phúc chi ưng. Giới gia tường vu vật thế. Cẩn dĩ sách bảo tôn vi Hoàng khảo Hàm Hi Hoàng quý phi. Vu hí! Huy y biểu độ. Quang chiêu ngọc triện chi thư. Hạc phát thùy hình. Thải hoán kim hàm chi tự. Cẩn ngôn. | ” |
| — Sách văn Hoàng khảo Hàm Hi Hoàng quý phi | |   |

Năm Đạo Quang thứ 14 (1833), ngày 18 tháng 12 (âm lịch), Hàm Hi Hoàng quý phi Lưu Giai thị bệnh mất ở Cát An sở (吉安所), hưởng thọ 74 tuổi.
Năm sau (1834), tháng 2, Đạo Quang Đế truy tôn thụy hiệu là Hòa Dụ Hoàng quý phi (和裕皇贵妃). Ngày 18 tháng 9, kim quan của Hoàng quý phi nhập táng vào Xương lăng Phi viên tẩm.

## Hậu duệ
1. Mục Quận vương [穆郡王; 1780], con trai trưởng của Gia Khánh Đế. Sinh ngày 29 tháng 12 năm Càn Long thứ 44, mất ngày 6 tháng 3 năm Càn Long thứ 45.
2. Hòa Thạc Trang Kính Công chúa [和碩莊敬公主; 1781 - 1811], con gái thứ ba của Gia Khánh Đế. Sinh ngày 17 tháng 12 năm Càn Long thứ 46, mất ngày 12 tháng 3 năm Gia Khánh thứ 16. Hạ giá lấy Tác Đặc Nạp Mộc Đa Bố Tể (索特纳木多布济), Quận vương của Khoa Nhĩ Thấm, Mông Cổ.